# 1202年
| 千纪： | 2千纪 |
| 世纪： | 12世纪 \| 13世纪 \| 14世纪 |
| 年代： | 1170年代 \| 1180年代 \| 1190年代 \| 1200年代 \| 1210年代 \| 1220年代 \| 1230年代                                                         |
| 年份： | 1197年 \| 1198年 \| 1199年 \| 1200年 \| 1201年 \| 1202年 \| 1203年 \| 1204年 \| 1205年 \| 1206年 \| 1207年                               |
| 纪年： | 壬戌年（狗年）；西夏天慶九年；金泰和二年；西辽天喜二十五年；南宋嘉泰二年；大理鳳曆三年？；越南天資嘉瑞十六年，天嘉寳祐元年；日本建仁二年 |

## 大事记
- 南宋
  - 慶元黨禁廢弛。
- 蒙古
  - 鐵木真與王汗聯軍在闊亦田之戰擊敗乃蠻部和札木合。
- 欧洲
  - 教皇英諾森三世發動第四次十字軍東征，目的是解放阿尤布王朝控制的耶路撒冷，結果卻在1204年攻陷君士坦丁堡。
  - 英格兰国王约翰在米尔博战役中击败并俘虏侄子和王位竞争者布列塔尼公爵阿蒂尔一世。

## 出生
- 秦九韶－南宋数学家。